# Challenger de Como 2023
El torneo Città di Como Challenger 2023 fue un torneo de tenis perteneció al ATP Challenger Tour 2023 en la categoría Challenger 75. Se trató de la 17ª edición; el torneo tuvo lugar en la ciudad de Como (Italia), desde el 28 de agosto hasta el 3 de septiembre de 2023 sobre pista de tierra batida al aire libre.

## Jugadores participantes del cuadro de individuales
| Favorito | País               | Jugador             | Rank1 | Posición en el torneo |
| -------- | ------------------ | ------------------- | ----- | --------------------- |
| 1        | Bandera de Brasil  | Thiago Seyboth Wild | 107   | CAMPEÓN               |
| 2        | Bandera de Hungría | Zsombor Piros       | 113   | Segunda ronda         |
| 3        | Bandera de Brasil  | Thiago Monteiro     | 115   | Primera ronda         |
| 4        | Bandera de Francia | Benoît Paire        | 125   | Semifinales           |
| 5        | Bandera de España  | Pedro Martínez      | 131   | FINAL                 |
| 6        | Bandera de Italia  | Flavio Cobolli      | 138   | Primera ronda         |
| 7        | Bandera de Italia  | Fabio Fognini       | 140   | Segunda ronda, retiro |
| 8        | Bandera vacío      | Ivan Gakhov         | 162   | Segunda ronda, retiro |

- 1 Se ha tomado en cuenta el ranking del 21 de agosto de 2023.

### Otros participantes
Los siguientes jugadores recibieron una invitación (wild card), por lo tanto ingresan directamente al cuadro principal (WC):
- Lorenzo Carboni
- Fabio Fognini
- Stefano Napolitano

Los siguientes jugadores ingresan al cuadro principal tras disputar el cuadro clasificatorio (Q):
- Mathias Bourgue
- Calvin Hemery
- Valentin Royer
- Samuel Vincent Ruggeri
- Louis Wessels
- Miljan Zekić

## Campeones

### Individual Masculino
- Thiago Seyboth Wild derrotó en la final a  Pedro Martínez, 5–7, 6–2, 6–3

### Dobles Masculino
- Constantin Frantzen /  Hendrik Jebens derrotaron en la final a  Filip Bergevi /  Mick Veldheer, 6–3, 6–4